# Salesianerinnenkirche (Wien)

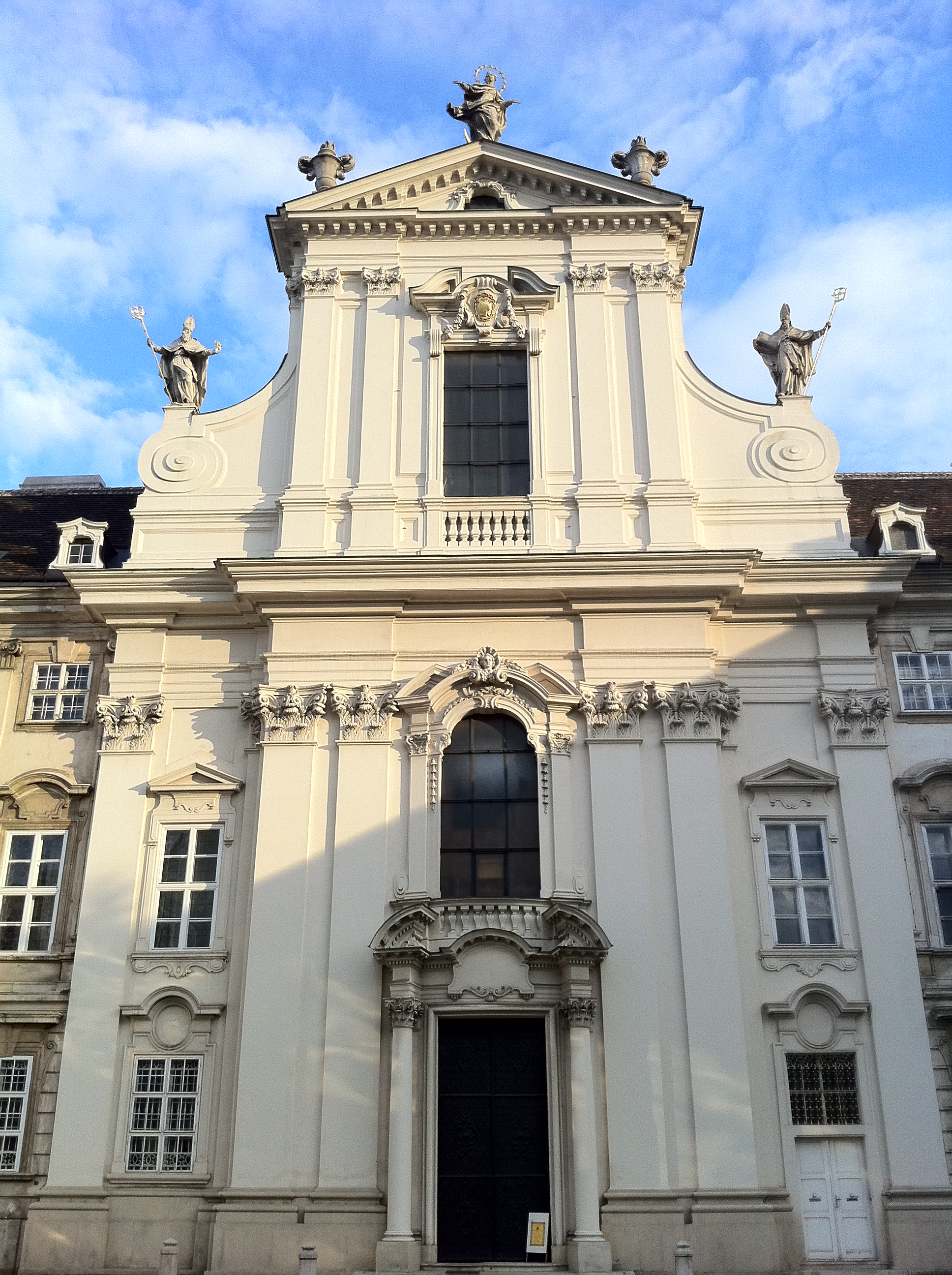
Salesianerinnenkirche in Wien-Landstraße

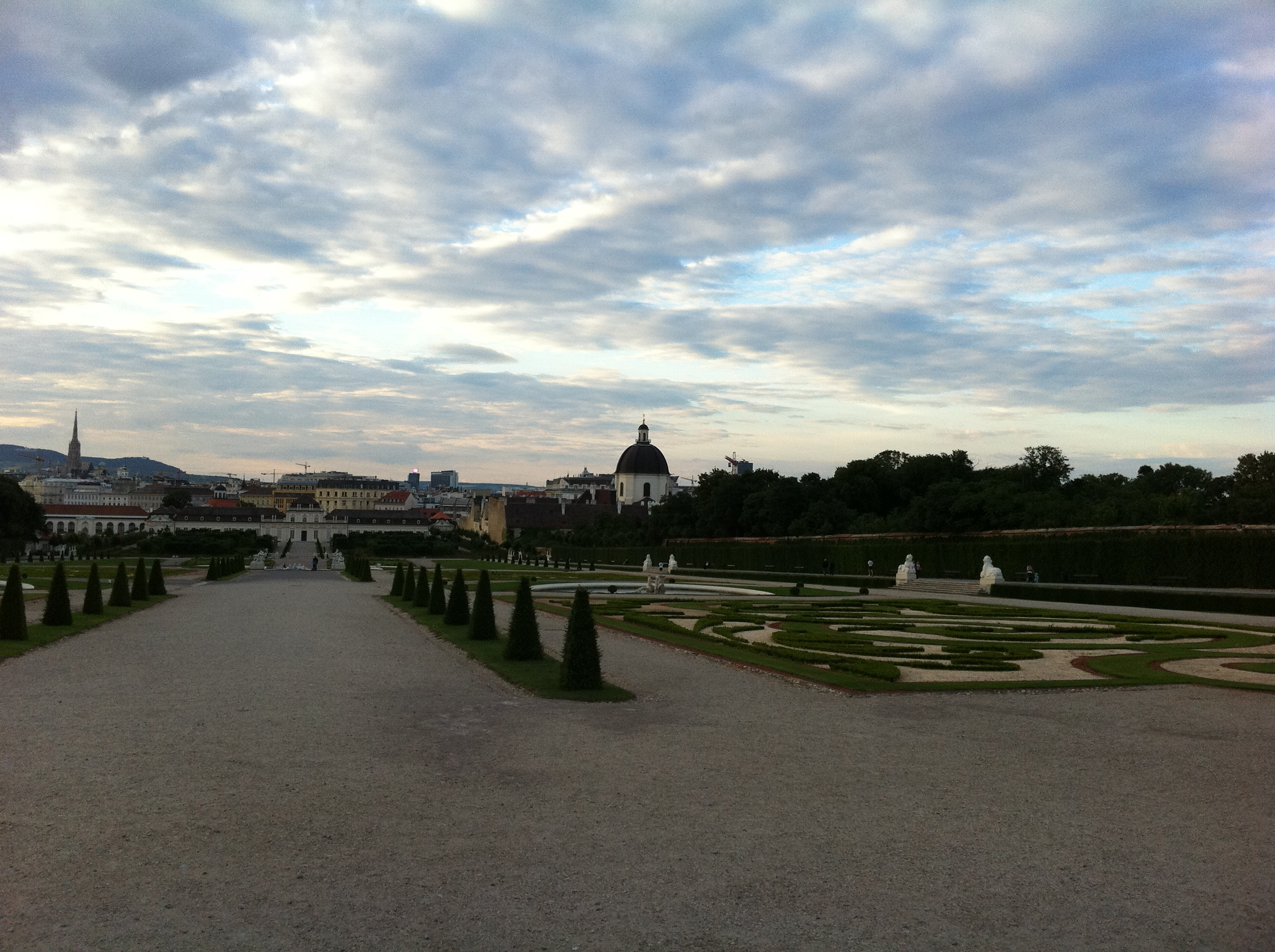
Blick auf Wien vom Oberen Belvedere mit der Kuppel der Salesianerinnenkirche in der Mitte

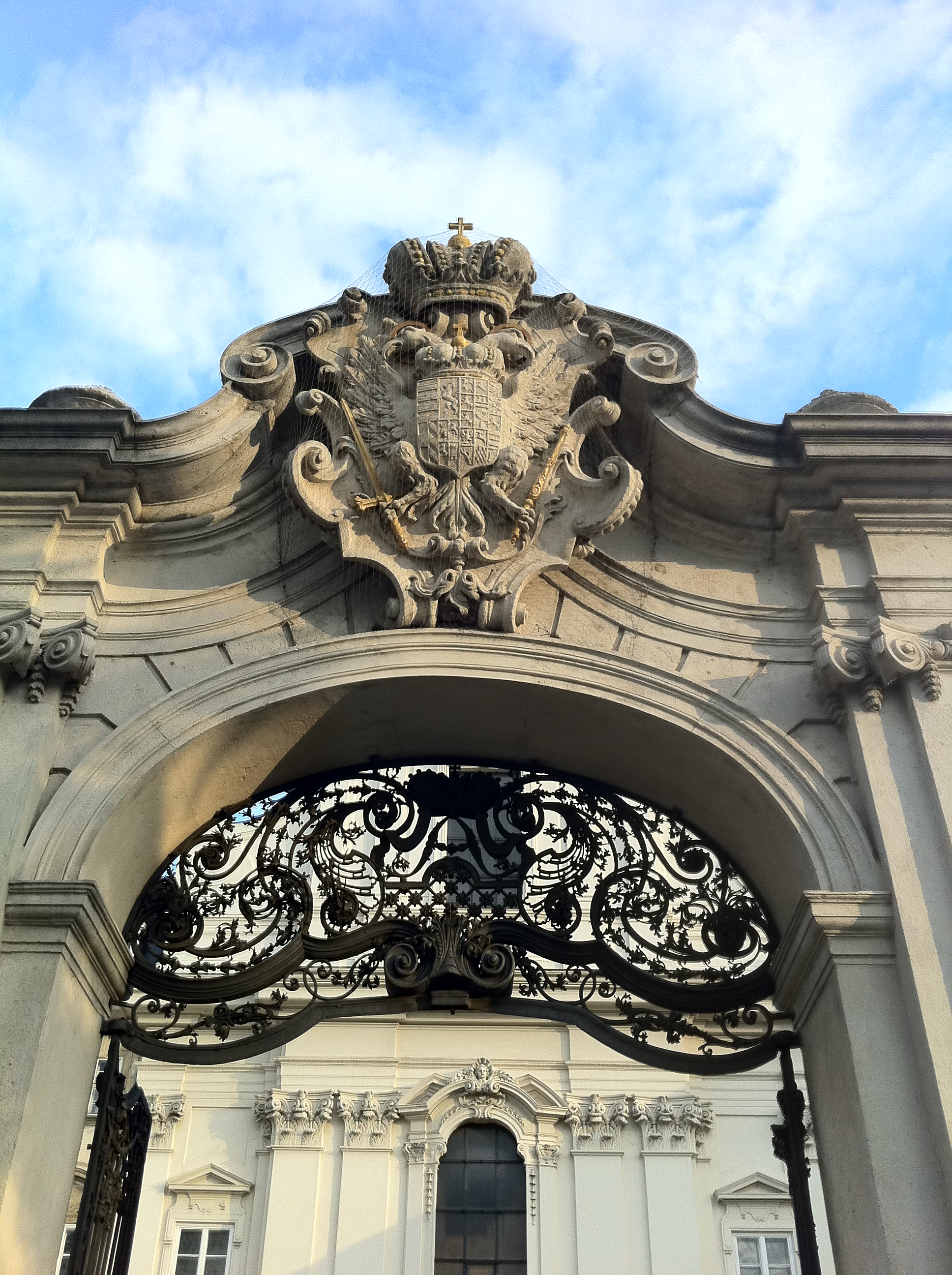
Ehrenhofportal am Rennweg 10

Kirche und Kloster der Heimsuchung Mariens sind eine Klosteranlage des Hochbarock am Rennweg im 3. Wiener Gemeindebezirk Landstraße. Seit der Gründung im Jahr 1719 wird das Kloster ununterbrochen von Salesianerinnen bewohnt.

## Geschichte

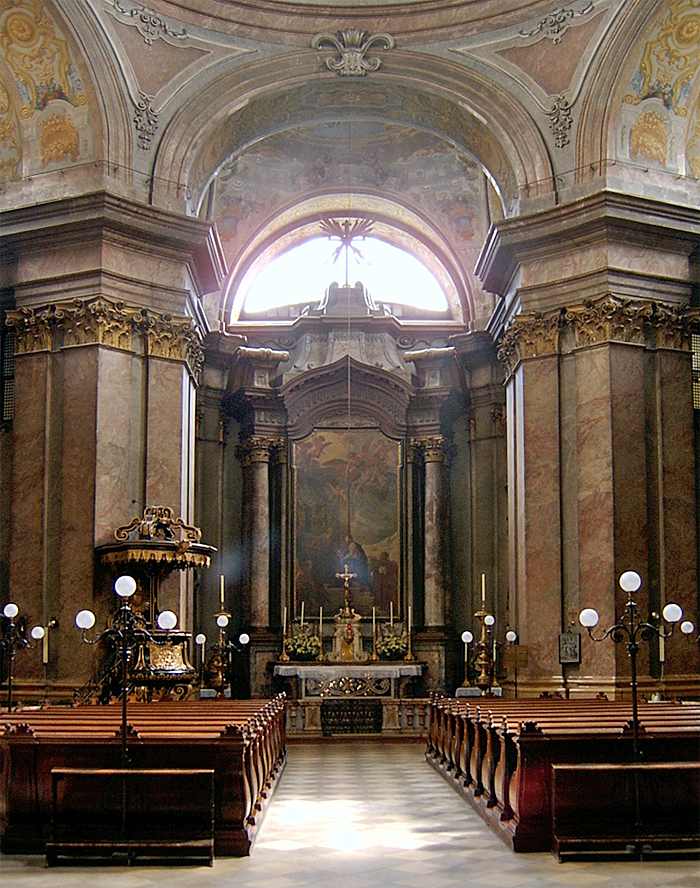
Salesianerinnenkirche, Wien (Innenraum)

Das Salesianerinnenkloster Wien wurde von Wilhelmine Amalie, der Witwe Kaiser Joseph I., gestiftet. Die Kaiserin wollte darin ihren Lebensabend verbringen und auch jungen Mädchen aus dem Adel und gehobenem Bürgertum eine Bildungsstätte bieten. Die Grundsteinlegung erfolgte am 13. Mai 1717, dem Tag, an dem die nachmalige Kaiserin Maria Theresia geboren wurde. Genau zwei Jahre später, am 13. Mai 1719, fand die feierliche Einweihung der Kirche und die Inbesitznahme des Klosters durch die ersten Ordensfrauen statt. Die großzügige Klosteranlage ist größtenteils in ihrer ursprünglichen Form erhalten, einzelne Umbauten erfolgten 1782–86 durch Johann Ferdinand Hetzendorf von Hohenberg und 1806 durch Lorenz Lechner.

## Anlage
Die rechteckige Klosteranlage wurde vom Architekten Donato Felice d’Allio geplant und 1728 vollendet. In der Mitte befindet sich die Kirche, ein längsovaler Zentralbau mit einer hohen, weithin sichtbaren Kuppel. Das Deckengemälde „Mariä Himmelfahrt“ stammt von Giovanni Antonio Pellegrini. Die Klosteranlage besteht aus acht Höfen, die beiden südlichen zum Belvedere hin gelegenen bilden den „Kaiserinnentrakt“, der Amalia Wilhelmine als Wohnung diente. Dort befinden sich heute Einrichtungen der Universität für Musik und darstellende Kunst Wien. Hinter dem Kloster befinden sich weitläufige Gartenanlagen, zwischen dem Botanischen Garten der Universität Wien und dem Belvederegarten. Vor dem Kloster zum schräg verlaufenden Rennweg hin befindet sich ein Ehrenhof, das Ehrenhofportal am Rennweg ist mit prachtvollen Schmiedeeisengittern aus der Zeit um 1730 ausgestattet, darüber befindet sich eine Kartusche mit dem Wappen der Kaiserin Amalia Wilhelmine. Beachtenswert ist der Kaiserstein als  für den Witwensitz verwendetes Baumaterial, für dessen Lieferung der Hofbauamt-Steinmetzmeister Elias Hügel verantwortlich war.

### Orgel
Die Orgel der Salesianerinnenkirche wurde 1890 von dem Orgelbauer Johann M. Kauffmann erbaut. Das Kegelladen-Instrument hat zwölf Register auf zwei Manualen und Pedal. Die Spiel- und Registertraktur ist mechanisch.
| I Hauptwerk C–f3 |              |       |
| 1.               | Bordun       | 16′   |
| 2.               | Principal    | 8′    |
| 3.               | Salicional   | 8′    |
| 4.               | Flauto-Major | 8′    |
| 5.               | Octav        | 4′    |
| 6.               | Mixtur III   | 2 ⁄3′ |

| II Nebenwerk C–f3 |                  |    |
| 7.                | Violadigamba     | 8′ |
| 8.                | Lieblich Gedeckt | 8′ |
| 9.                | Flöte            | 4′ |

| Pedalwerk C–d1 |            |     |
| 10.            | Violonbass | 16′ |
| 11.            | Subbass    | 16′ |
| 12.            | Octavbass  | 8′  |

- Koppeln: II/I, I/P
- Spielhilfen: Kollektivtritte (p, f, tutti)